# Bridge Nine Records
Bridge Nine Records ist ein US-amerikanisches Independent-Label, das größtenteils Hardcore-Bands unter Vertrag hat. Das Label veröffentlicht vor allem Vinyl-Schallplatten.

## Geschichte
Das in Boston ansässige Label wurde 1995 von Chris Wrenn als DIY-Label gegründet. Die erste Single (eine Split-Single der Bands Tenfold und Sum of All Fears) erschien im August 1996. Zunächst beschränkte sich das Label auf Bands, die sowohl einen veganen als auch Straight-Edge-Lebensstil vertraten, da dies der Orientierung von Labelgründer Wrenn entsprach. Schon nach kurzer Zeit wurden die Kriterien aufgeweicht, so dass unabhängig von eventuellen Einstellungen Hardcore-Bands unter Vertrag genommen wurden. Um die Aufnahmen für die Tonträger zu finanzieren, verkaufte Wrenn bei Heimspielen der Boston Red Sox T-Shirts und Autoaufkleber. Aus dieser Tätigkeit entwickelte sich das Modelabel Sully’s Brand, das Wrenn seitdem parallel zum Musiklabel betreibt.
Mit den ersten beiden 7"-Veröffentlichungen der Band American Nightmare (später umbenannt in Give Up the Ghost) in den Jahren 2000 und 2001 und dem damit verbundene Hype begann das Label sich international einen positiven Namen in der Hardcoreszene zu machen. American Nightmare waren Vorreiter einer neuen Welle zumeist aus Boston stammender Hardcorebands, die sich vom zuvor in der Hardcoreszene etablierten Posicore abwendeten und schnellen, lärmigen, angepissten und oftmals stärker metallisch geprägten Hardcore spielten, der sich vor allem durch seine negativen, persönlichen Texte auszeichnete. 
Schnell wurde Bridge Nine zum Synonym für derartigen modernen Hardcore. Das Label etablierte seinen Ruf durch die folgenden Veröffentlichungen von ähnlich klingender Bands wie Panic, Terror oder The Hope Conspiracy, die ebenfalls düsteren Hardcore spielten. Spätestens mit der Auflösung von Give Up the Ghost 2004, die für ihre beiden Alben zu Equal Vision Records gewechselt waren, verlor dieser Stil sowohl innerhalb der Hardcoreszene als auf für Bridge Nine an Bedeutung.
Ab etwa 2004/2005 konzentrierte sich Bridge Nine auf unterschiedliche musikalische Schwerpunkte innerhalb des inhomogenen Hardcore-Genres, was für ein Hardcore Label eher ungewöhnlich ist. Dazu gehören die stärker metallisch orientierten, so genannten New-School-Hardcore-Gruppen wie Death Before Dishonor, Terror oder Ramallah oder am New-York-Hardcore orientierte Bands wie No Turning Back.
Es finden sich aber ebenso Gruppen, die sich stärker auf ursprüngliche Hardcore-Formen beziehen. Dazu zählt etwa die Hardcore-Band Paint It Black. Weiterhin werden und wurden auch Platten klassischer Youth-Crew-/Posicore-Bands, etwa von Project X, aber auch von Modern-Youth-Crew-Bands wie der Seattler Hardcore-Gruppe Champion oder auch von Have Heart und Verse veröffentlicht. In diesem Zusammenhang können auch Melodic-Hardcore-Bands wie H₂O und Strike Anywhere erwähnt werden, die auf dem Label veröffentlichen.
Seit etwa 2009 wurde der Genrerahmen des Labels durch eine Auswahl Pop-Punk-Bands abermals erweitert. In diese Sparte fallen Künstler wie New Found Glory, Polar Bear Club oder Lemuria. Ein weiterer Zeig des Labels sind Wiederveröffentlichungen von nicht mehr erhältlichen Hardcore-Klassikern wie zum Beispiel Veröffentlichungen von Project X, Agnostic Front, Wrecking Crew, DYS oder Antidote.
Inoffizielles Motto des Labels ist laut offizieller Webseite Almost breaking even nachdem es jahrelang Turning a Dollar into 50 cent war – Gründer Chris Wrenn musste jahrelang nebenher arbeiten, um die Veröffentlichung von ihm geschätzter Musik bezahlen zu können.

## Künstler (Auszug)
Bridge Nine Records veröffentlichte unter anderem Tonträger folgender Künstler:
- Agnostic Front
- American Nightmare
- Boysetsfire
- Champion
- Dave Hause
- Death Before Dishonor
- Defeater
- Good Riddance
- Hatebreed
- Have Heart
- Kill Your Idols
- H2O
- New Found Glory
- Paint It Black
- Ramallah
- Slapshot
- Strike Anywhere
- Terror
- Wrecking Crew

## Relevante Veröffentlichungen (Auszug)
- Agnostic Front – For My Family (EP, 2007)
- American Nightmare – American Nightmare (EP, 2000)
- Death Before Dishonor – Friends Family Forever (2005)
- Defeater – Empty Days & Sleepless Nights (2011)
- Good Riddance/Kill Your Idols – Split (EP, 2001)
- H2O – Nothing to Prove (2008)
- New Found Glory – Tip of the Iceberg (2008)
- Ramallah – But a Whimper (EP, 2001)
- Sick of It All – Relentless (EP, 2003)
- Slapshot – Digital Warfare (2003)
- Terror – Lowest of the Low (2003)
- Wrecking Crew – 1987-1991 (Kompilation, 2005)